# Holger Skrydstrup
Holger "Danske" Skrydstrup (født 1. juli 1920, død november 1995) var en dansk politiker, der var borgmester i Lunderskov Kommune fra kommunalreformen i 1970 og frem til 1983, hvor han afløstes af partifællen Bent Bechmann. Han repræsenterede en lokalliste.
Skrydstrup blev i 1968 valgt ind i sognerådet i Skanderup Kommune, der to år senere blev indlemmet i den ny Lunderskov Kommune, og Skrydstrup blev valgt som kommunens første borgmester.